# تريزا برين
تريزا برين هي لاعبة كرلنغ كندية، ولدت في 4 ديسمبر 1965.